# Seznam chráněných území v okrese Tábor
Toto je seznam chráněných území v okrese Tábor aktuální k roku 2010, ve kterém jsou uvedena chráněná území v oblasti okresu Tábor.
| Kód  | Obrázek                                                                           | Typ  | Název                               | Rozloha (ha) | Galerie Commons                                                       | Popis území | Souřadnice                       |
| ---- | --------------------------------------------------------------------------------- | ---- | ----------------------------------- | ------------ | --------------------------------------------------------------------- | --- | -------------------------------- |
| 670  | Chodník v Borkovických blatech                                                    | PR   | Borkovická blata                    | 91,09        | Kategorie „Borkovická blata“ na Wikimedia Commons                     | Rašeliniště s jedinečnými porosty borovice blatky | 49°14′22″ s. š., 14°37′24″ v. d. |
| 2452 | Černická obora                                                                    | PP   | Černická obora                      | 6,6532       | Kategorie „Černická obora“ na Wikimedia Commons                       | Stará obora, smíšený porost s převahou habru a dubu | 49°17′33″ s. š., 14°33′38″ v. d. |
|      | Černická obora                                                                    | PřP  | Černická obora                      |              | Kategorie „Černická obora“ na Wikimedia Commons                       | | 49°16′59″ s. š., 14°34′16″ v. d. |
| 1071 | Jalovec v oblasti památky                                                         | PP   | Černýšovické jalovce                | 1,26         | Kategorie „Černýšovické jalovce“ na Wikimedia Commons                 | Porost více než 300 exemplářů starých jalovců | 49°18′54″ s. š., 14°31′40″ v. d. |
| 2482 | Lužní les                                                                         | PP   | Doubí u Žíšova                      | 1,55         | Kategorie „Doubí u Žíšova“ na Wikimedia Commons                       | Přirozený lužní porost převážně dubový | 49°12′16″ s. š., 14°42′38″ v. d. |
| 5868 |                                                                                   | PR   | Dráchovské louky                    | 61,9841      |                                                                       | Ekosystém slepých ramen Lužnice, nivních luk a tůní | 49°12′47″ s. š., 14°42′18″ v. d. |
| 1814 | Dráchovské tůně v září 2023                                                       | PR   | Dráchovské tůně                     | 37,98        | Kategorie „Dráchovské tůně“ na Wikimedia Commons                      | Slepá a odstavená ramena Lužnice a nivní tůně obklopené mokřady | 49°14′5″ s. š., 14°42′55″ v. d.  |
| 1072 | Rybník                                                                            | PP   | Farářský rybník                     | 6,79         | Kategorie „Farářský rybník“ na Wikimedia Commons                      | Ojedinělé naleziště leknínu bílého | 49°10′32″ s. š., 14°44′30″ v. d. |
| 2500 | Částečný pohled na skálu                                                          | PP   | Granátová skála                     | 0,14         | Kategorie „Granátová skála“ na Wikimedia Commons                      | Rulová skála s výskytem granátů | 49°24′37″ s. š., 14°39′20″ v. d. |
| 1291 | Pohled na porost v Horusických blatech                                            | PR   | Horusická blata                     | 53,66        | Kategorie „Horusická blata“ na Wikimedia Commons                      | Horusická blata | 49°9′32″ s. š., 14°39′5″ v. d.   |
| 1295 |                                                                                   | PP   | Hroby                               | 0,14         | Kategorie „Hroby (natural monument)“ na Wikimedia Commons             | Bohatá lokalita hořečku českého | 49°23′38″ s. š., 14°51′25″ v. d. |
| 131  | Lesy v okolí rezervace                                                            | PR   | Choustník                           | 9,90         |                                                                       | Skalnatý vrchol Choustníka se starým smíšeným lesním porostem | 49°19′56″ s. š., 14°51′21″ v. d. |
| 136  | Chýnovská jeskyně                                                                 | NPP  | Chýnovská jeskyně                   | 0,09         | Kategorie „Chýnovská jeskyně“ na Wikimedia Commons                    | Nejvýznamnější krasový útvar jižních Čech, pestré střídání barevných amfibolitů a vápenců | 49°25′47″ s. š., 14°49′44″ v. d. |
| 1293 |                                                                                   | PP   | Jesení                              | 1,29         |                                                                       | Luční komplex, od nejsušších až po zamokřené, s bohatou květenou | 49°28′35″ s. š., 14°44′59″ v. d. |
|      | Pohled z Javorové skály na severovýchod                                           | PřP  | Jistebnická vrchovina               | 15 270       | Kategorie „Nature park Jistebnická vrchovina“ na Wikimedia Commons    | | 49°31′14″ s. š., 14°31′18″ v. d. |
| 1290 |                                                                                   | PR   | Kladrubská hora                     | 11,50        | Kategorie „Kladrubská hora“ na Wikimedia Commons                      | Masiv budovaný krystalickými vápenci se vzácnou flórou a faunou | 49°25′46″ s. š., 14°51′15″ v. d. |
| 194  | Kozí vršek od trati                                                               | PP   | Kozí vršek                          | 0,38         | Kategorie „Kozí vršek“ na Wikimedia Commons                           | Rulová skalka s ojedinělým výskytem koniklece jarního | 49°9′26″ s. š., 14°43′26″ v. d.  |
| 1287 | Celkový pohled na lokalitu                                                        | PP   | Kozlov                              | 0,59         | Kategorie „Kozlov (natural monument)“ na Wikimedia Commons            | Vlhká kulturní louka s hojným výskytem prstnatce májového | 49°18′19″ s. š., 14°40′8″ v. d.  |
| 1294 | Blatská stoka protékající kolem rezervace                                         | PR   | Kozohlůdky                          | 80,40        | Kategorie „Kozohlůdky“ na Wikimedia Commons                           | Ekosystém ručně vytěženého rašeliniště přechodového pánevního typu | 49°13′4″ s. š., 14°38′44″ v. d.  |
|      | Stádlecký most s parkem                                                           | PřP  | Kukle                               |              | Kategorie „Nature park Kukle“ na Wikimedia Commons                    | | 49°20′40″ s. š., 14°32′1″ v. d.  |
| 1841 | Přírodní památka Kutiny v zimě                                                    | PP   | Kutiny                              | 0,75         | Kategorie „Kutiny“ na Wikimedia Commons                               | Louky se vzácnou květenou (hořec hořepník, zábělník bahenní ap.) | 49°17′7″ s. š., 14°36′14″ v. d.  |
| 1073 | Luční                                                                             | NPP  | Luční                               | 1,01         | Kategorie „Luční (national natural monument)“ na Wikimedia Commons    | Významná mykologická lokalita na hrázi rybníka | 49°22′25″ s. š., 14°44′38″ v. d. |
| 1289 | Luna                                                                              | PP   | Luna                                | 1,01         | Kategorie „Luna (natural monument)“ na Wikimedia Commons              | Výslunná jižní stráň se suchomilnými společenstvy, útočiště plazů | 49°23′12″ s. š., 14°42′15″ v. d. |
| 5873 | Řeka Lužnice u Stádlce                                                            | PP   | Lužnice                             | 432,238      | Kategorie „Lužnice (natural monument)“ na Wikimedia Commons           | Vzácné a ohrožené druhy rostlin a živočichů | 49°16′28″ s. š., 14°26′3″ v. d.  |
| 281  | Nový rybník u Soběslavi                                                           | PP   | Nový rybník u Soběslavi             | 22,45        | Kategorie „Nový rybník u Soběslavi“ na Wikimedia Commons              | Rybník s plovoucími ostrovy | 49°16′4″ s. š., 14°43′13″ v. d.  |
| 294  | PP Ostrov Markéta                                                                 | PP   | Ostrov Markéta                      | 5,15         | Kategorie „Ostrov Markéta“ na Wikimedia Commons                       | Starý lesní porost na ostrově v rybníce Hejtman | 49°20′9″ s. š., 14°43′17″ v. d.  |
| 2236 |                                                                                   | PR   | Pacova hora                         | 15,79        | Kategorie „Pacova hora“ na Wikimedia Commons                          | Geologický útvar, mineralogické naleziště s výskytem chráněných druhů živočichů | 49°25′50″ s. š., 14°49′47″ v. d. |
| 311  | Borovice rostoucí v oblasti písečného přesypu u Vlkova                            | PR   | Písečný přesyp u Vlkova             | 0,80         | Kategorie „Písečný přesyp u Vlkova“ na Wikimedia Commons              | Nejlépe zachovaná písečná duna na území jižních Čech | 49°9′34″ s. š., 14°42′54″ v. d.  |
|      | Přírodní park Plziny                                                              | PřP  | Plziny                              | 1 000,00     | Kategorie „Přírodní park Plziny“ na Wikimedia Commons                 | | 49°19′6″ s. š., 14°24′47″ v. d.  |
|      | Pohled na část přírodního parku                                                   | PřP  | Polánka                             | 1 560        | Kategorie „Nature park Polánka“ na Wikimedia Commons                  | | 49°27′48″ s. š., 14°50′50″ v. d. |
| 1292 | Rybník Rod                                                                        | PR   | Rod                                 | 36,09        | Kategorie „Nature reserve Rod“ na Wikimedia Commons                   | Rybník s plovoucími ostrovy a bohatou avifaunou, centrum výskytu orla mořského | 49°7′15″ s. š., 14°44′48″ v. d.  |
| 375  | Rašeliniště                                                                       | NPP  | Ruda                                | 70,22        | Kategorie „Ruda (national natural monument)“ na Wikimedia Commons     | Rašeliniště s hojným výskytem rosnatky okrouhlolisté | 49°8′58″ s. š., 14°41′22″ v. d.  |
| 1288 | Stročov                                                                           | NPP  | Stročov                             | 1,92         | Kategorie „Stročov“ na Wikimedia Commons                              | Vlhká louka s bohatou květenou, hl. prstnatcem májovým | 49°31′24″ s. š., 14°34′13″ v. d. |
| 421  |                                                                                   | PP   | Stříbrná Huť                        | 0,04         | Kategorie „Stříbrná Huť“ na Wikimedia Commons                         | Lokalita ďáblíku bahenního | 49°25′0″ s. š., 14°45′28″ v. d.  |
| 5889 | PP Tábor - Zahrádka                                                               | PP   | Tábor - Zahrádka                    | 18,8714      | Kategorie „Tábor - Zahrádka“ na Wikimedia Commons                     | Ekosystém extenzivně využívaných rybníků, periodických vodních ploch a podmáčených ploch s výskytem chráněných a ohrožených živočišných (např. kuňka obecná, škeble rybničná, čolek obecný, čolek horský, čolek velký, skokan krátkonosý, skokan zelený, rosnička zelená, ještěrka obecná, ještěrka živorodá, slepýš křehký, slavík modráček středoevropský, listonoh letní, skokan ostronosý, ropucha obecná, užovka obojková, potápka malá) a rostlinných druhů | 49°25′13″ s. š., 14°37′29″ v. d. |
| 32   |                                                                                   | CHKO | Třeboňsko                           | 70 000       | Kategorie „CHKO Třeboňsko“ na Wikimedia Commons                       | | 49° s. š., 14°50′8″ v. d.        |
|      | Krajina přírodního parku v okolí vsi Turovec                                      | PřP  | Turovecký les                       | 2 030        | Kategorie „Turovecký les“ na Wikimedia Commons                        | | 49°21′57″ s. š., 14°46′41″ v. d. |
| 508  |                                                                                   | PP   | Údolí Lužnice a Vlásenického potoka | 143,3619     | Kategorie „Vlásenicky potok (natural monument)“ na Wikimedia Commons  | Vegetace silikátových skalnatých svahů, dubohabřiny a svahové lesy na sutích a v roklích a suché acidofilní doubravy druhy na ně vázané, včetně druhu dvouhrotec zelený | 49°24′30″ s. š., 14°35′15″ v. d. |
| 5776 |                                                                                   | PR   | V Luhu                              | 10,0109      |                                                                       | Ekosystém střemchové doubravy s dochovanými odstavenými rameny řeky a nivními tůněmi tvořící cenný biotop a hnízdní prostředí s výskytem vzácných a ohrožených druhů živočichů a rostlin | 49°7′18″ s. š., 14°44′20″ v. d.  |
| 5671 |                                                                                   | PP   | Veselská blata                      | 453,82       |                                                                       | Ochrana ekosystému pánevního rašeliniště přechodového typu se zbytky blatkových borů s charakteristickou faunou a flórou. Součástí je i systém zatopených ploch, podmáčených luk a mokřadních stanovišť s významným výskytem chráněných druhů rostlin a živočichů | 49°14′25″ s. š., 14°36′10″ v. d. |
| 5885 | chráněný tok říčky Blanice a příbřežní porosty mezi dvorem Šelmberk a samotou Bor | PP   | Vlašimská Blanice                   | 30,4298      | Kategorie „Vlašimská Blanice (natural monument)“ na Wikimedia Commons | Ochrana části toku říčky Vlašimské Blanice a přilehlých niv a luhů s výskytem vzácných a ohrožených rostlinných a živočišných druhů (např. velevruba tupého, mihule potoční či vydry říční) | 49°33′4″ s. š., 14°49′9″ v. d.   |
| 1666 |                                                                                   | PP   | Zeman                               | 0,74         | Kategorie „Zeman (natural monument)“ na Wikimedia Commons             | Malý rybník s výskytem třtiny nachové zprohýbané | 49°31′14″ s. š., 14°29′36″ v. d. |
| 1074 | Židova strouha                                                                    | PP   | Židova strouha                      | 42,20        | Kategorie „Židova strouha“ na Wikimedia Commons                       | Geomorfologicky významné prostorově členité údolí kaňonovitého charakteru s fragmenty přirozených reliktních borů na skalách | 49°16′21″ s. š., 14°28′3″ v. d.  |